# 초딜로

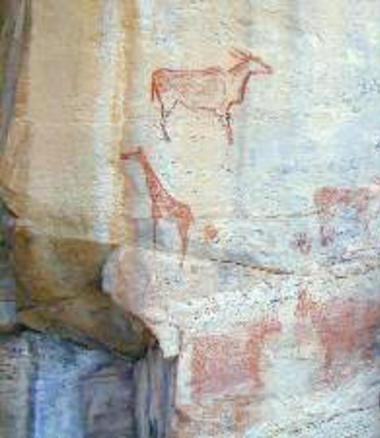
초딜로

초딜로(Tsodilo)는 보츠와나 북서부에 있는 지역이다. 칼라하리 사막의 10km 사방에 펼쳐진 암벽으로 이루어져 있으며, 바위에 그림이 그려져 있다. 2001년 보츠와나 최초로 세계유산에 등록되었다.